# Fazenda Czerniowce
FK Fazenda Czerniowce (ukr. ФК «Фазенда» Чернівці) – ukraiński klub piłkarski, mający siedzibę w mieście Czerniowce, w południowo-zachodniej części kraju, grający w sezonie 2023/24 w rozgrywkach Pucharu Ukrainy.

## Historia
Chronologia nazw:
- 2014: FK Fazenda Czerniowce (ukr. ФК «Фазенда» (Чернівці))

Klub piłkarski FK Fazenda został założony w Czerniowcach w 2014 roku, chociaż już od 2012 roku zaczęła funkcjonować drużyna piłkarska. Klub został nazwany na cześć sklepu sponsora "Fazenda" - prezydenta Wasyla Osaczuka, który w Czerniowcach od ponad 20 lat zajmuje się dostawą i sprzedażą różnego sprzętu rolniczego i ogrodniczego. Drużyna regularnie występuje w mistrzostwach i pucharach obwodu czerniowieckiego. W sezonie 2022/23 zespół dotarł do półfinału Amatorskiego Pucharu Ukrainy. W sezonie 2023/24 startował w rozgrywkach Pucharu Ukrainy.

## Barwy klubowe, strój, herb, hymn
|  |  |

Klub ma barwy zielono-czarne. Piłkarze domowe spotkania zazwyczaj grają w zielonych koszulkach, czarnych spodenkach oraz czarnych getrach.

## Sukcesy

### Trofea międzynarodowe
Do chwili obecnej klub jeszcze nigdy nie zakwalifikował się do rozgrywek europejskich.

### Trofea krajowe
| \| \| Zdobyte trofea w rozgrywkach Ukrainy (stan na: 31-05-2023) \| |                                                            |      |          |
| Rozgrywki                                                           | Osiągnięcie                                                | Razy | Sezon(y) |
| · Mistrzostwo                                                       | I miejsce                                                  | 0    |          |
| · Mistrzostwo                                                       | II miejsce                                                 | 0    |          |
| · Mistrzostwo                                                       | III miejsce                                                | 0    |          |
| Puchar                                                              | zdobywca                                                   | 0    |          |
| Puchar                                                              | finalista                                                  | 0    |          |
| Puchar                                                              | 1/128 finału                                               | 1    | 2023/24  |
| II liga                                                             | I miejsce                                                  | 0    |          |
| II liga                                                             | II miejsce                                                 | 0    |          |
| II liga                                                             | III miejsce                                                | 0    |          |
| Ukraina                                                             | Zdobyte trofea w rozgrywkach Ukrainy (stan na: 31-05-2023) |      |          |

- Amatorski Puchar Ukrainy (D4):
  - półfinalista (1x): 2022/23
- Mistrzostwa obwodu czerniowieckiego:
  - mistrz: 2022/23
- Puchar obwodu czerniowieckiego:
  - finalista: 2021, 2022/23

## Poszczególne sezony

### Rozgrywki międzynarodowe

#### Europejskie puchary
Nie uczestniczył w rozgrywkach europejskich.

### Rozgrywki krajowe
| \| Ukraina \| Bilans występów klubu w rozgrywkach piłkarskich Ukrainy (Stan na 31 maja 2023 r.) \| \| |                                                                                   |        |       |   |   |   |    |    |     |         |        |        |       |
| Poziom                                                                                                | Rozgrywki                                                                         | Sezony | Mecze | Z | R | P | B+ | B– | Pkt | Lata    | Awanse | Spadki | Naj.  |
| I | Premier-liha                                                                      | 0      |       |   |   |   |    |    |     |         | 0      | 0      |       |
| II | Persza liha                                                                       | 0      |       |   |   |   |    |    |     |         | 0      | 0      |       |
| III                                                                                                   | Druha liha                                                                        | 0      |       |   |   |   |    |    |     |         | 0      | 0      |       |
| IV | Amatorska liha                                                                    | 0      |       |   |   |   |    |    |     |         | 0      | 0      |       |
| | Puchar Ukrainy                                                                    | 1      |       |   |   |   |    |    |     | 2023/24 | 0      | 0      | 1/128 |
| Ukraina                                                                                               | Bilans występów klubu w rozgrywkach piłkarskich Ukrainy (Stan na 31 maja 2023 r.) |        |       |   |   |   |    |    |     |         |        |        |       |

## Piłkarze, trenerzy, prezydenci i właściciele klubu

### Trenerzy
...
- 201?–...:  Ołeksandr Stepanow

### Prezydenci
- 2014–...:  Wasyl Osaczuk

## Struktura klubu

### Stadion
Klub piłkarski rozgrywa swoje mecze domowe na stadionie Malwa w Czerniowcach, który może pomieścić 2.500 widzów.

## Kibice i rywalizacja z innymi klubami

### Derby
- Wola Czerniowce
- FK Wołoka